# Piotr Szelepow
Piotr Jemieljanowicz Szelepow (ros. Пётр Емельянович Шелепов, ur. 14 lipca 1920 we wsi Bogdanie-Wierbki obecnie w rejonie petropawliwskim w obwodzie dniepropetrowskim, zm. 3 września 1983 w Wierchniednieprowsku) – radziecki żołnierz, czerwonoarmista, Bohater Związku Radzieckiego (1945).

## Życiorys
Urodził się w rosyjskiej rodzinie chłopskiej. Skończył 7 klas, od 1940 służył w Armii Czerwonej, od czerwca 1941 uczestniczył w wojnie z Niemcami. Jako strzelec 109 gwardyjskiego pułku piechoty 37 Gwardyjskiej Dywizji Piechoty 65 Armii 2 Frontu Białoruskiego wyróżnił się podczas forsowania Odry w okolicach Kołbaskowa 20 kwietnia 1945, gdy grupa żołnierzy zajęła okopy wroga, zajęła strategiczne wzgórze i odpierała kontrataki przeciwnika. W 1946 został zwolniony do rezerwy, po wojnie pracował w organach wymiaru sprawiedliwości obwodu dniepropetrowskiego, w 1959 ukończył Charkowski Instytut Prawny. Później był nauczycielem w technikum rolniczym.

## Odznaczenia
- Złota Gwiazda Bohatera Związku Radzieckiego (29 czerwca 1945)
- Order Lenina (29 czerwca 1945)
- Order Czerwonej Gwiazdy

I medal.